# Мендес, Норберто
Норбе́рто Дороте́о Ме́ндес (исп. Norberto Doroteo Méndez; 5 января 1923, Буэнос-Айрес — 22 июня 1998, Буэнос-Айрес) — аргентинский футболист, полузащитник и нападающий. Выступал за сборную Аргентины с 1945 по 1956 год, провёл 31 игру, забил 21 гол. Победитель трёх чемпионатов Южной Америки. Вместе с Зизиньо, Норберто Мендес является лучшим бомбардиром по общему количеству голов, забитых в Чемпионатах Южной Америки/Кубках Америки — 17 мячей.
На клубном уровне Мендес выступал за клубы «Уракан», «Тигре» и «Расинг», с которыми Мендес 3 раза выигрывал Чемпионаты Аргентины.

## Карьера

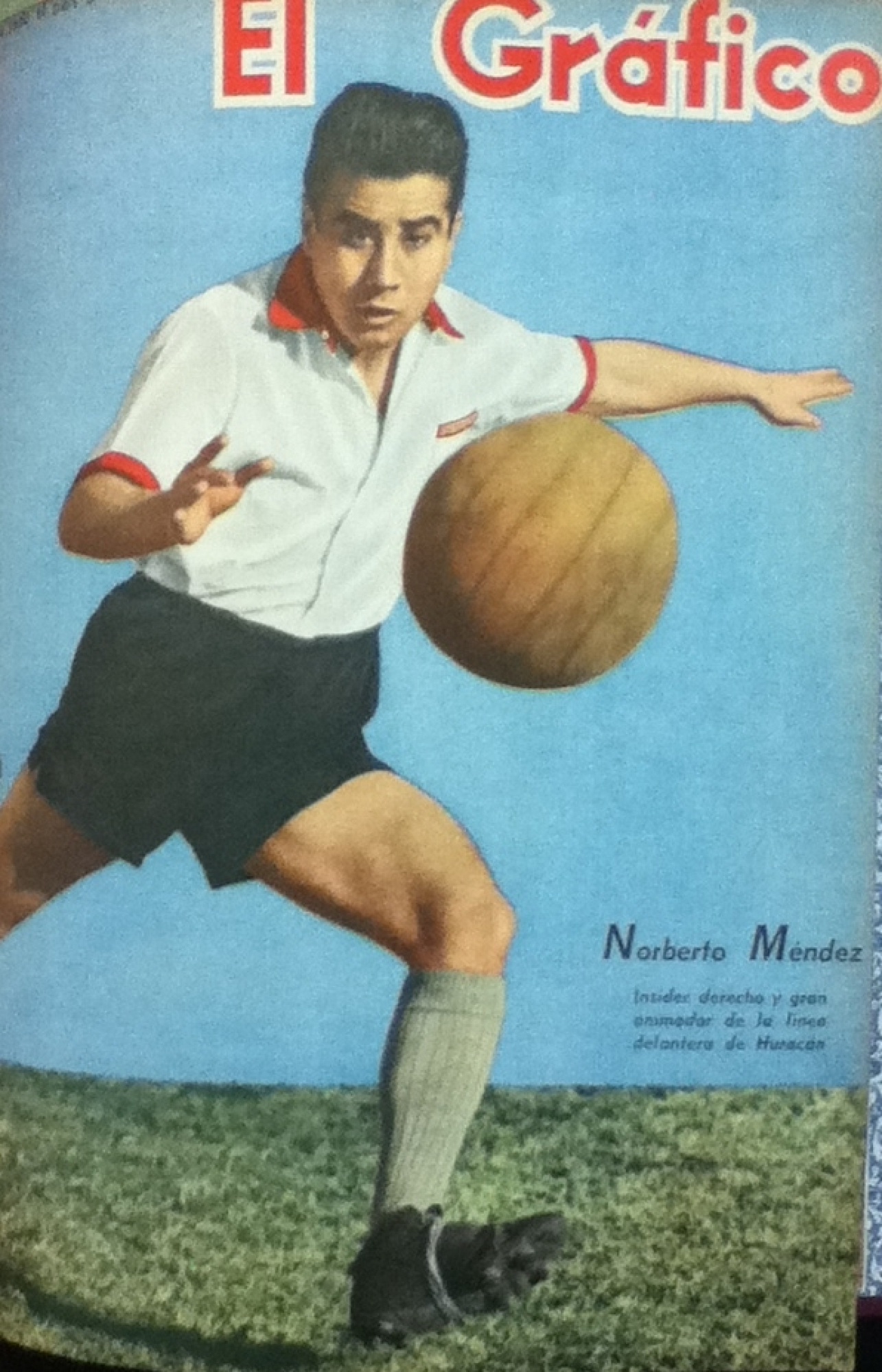
Мендес в 1944 году

Норберто Мендес родился в семье Доротео Мендес и Розы Вильярруэль на углу пересечения улиц Грито-де-Асенсио и Атуэль района Нуэва Помпея, близ парка де лос Патрисиос. Когда он родился, его крёстная мать назвала его «Тучо», в честь умершего соседа по имени Сантучо. Так как Нуэва Помпея находилась недалеко от стадиона клуба «Уракан», Мендес стал болельщиком этой команды, а более всего он восхищался нападающим клуба Эрминио Масантонио. Норберто начал играть в футбол, выступая с 1933 года за любительские команды «Мириньяке» и «Пиранья». Оттуда в 1936 году он перешёл в молодёжный состав клуба «Уракан», куда его пригласил скаут клуба Хосе Карреро. 13 апреля 1941 года Мендес дебютировал в составе «Уракана» в матче с «Ланусом» (4:2), и в этой же игре Норберто забил первый гол за клуб. Он выступал в команде вместе со своим кумиром Масантонио, а также Эмилио Бальдонедо и один сезон с Альфредо Ди Стефано. Всего за клуб с 1941 по 1947 год он провёл 199 матчей и забил 68 голов.
В 1948 году Медес перешёл в «Расинг», купивший его вместе с партнёрами по команде Хуаном Карлосом Сальвини и Льямилем Симесом и отдавший помимо денежной суммы пять своих футболистов. Норберто дебютировал в составе команды 18 апреля 1948 года в матче с «Бокой Хуниорс» (4:1). На следующий год клуб пригласил на роль главного тренера команды Гильермо Стабиле, бывшего наставник Норберто в «Уракане» и сборной Аргентине. Под его руководством «Расинг» выиграл три подряд чемпионата Аргентины, впервые в истории аргентинского профессионального футбола. Мендес играл слева в атаке, справа играл Эсра Суэд, а роль центрального нападающего выполнял Марио Бойе, пришедший в 1950 году и Симес. Мендес выступал за «Расинг» до 1954 года, проведя 133 матча и забив 49 голов. Последнюю встречу за клуб Норберто провёл 14 ноября 1954 года с «Ривер Плейт» (1:1). Затем он сыграл два сезона в клубе «Тигре», проведя 47 матчей и забив 7 голов. А завершил карьеру в «Уракане» в 1958 году.
«Уракан» был моей подругой, «Расинг» — моей женой, а сборная — моей любовницей.
В сборной Аргентине Мендес дебютировал 9 января 1945 года в матче с Парагваем (5:3). В том же году он поехал на чемпионат Южной Америки, где сыграл пять матчей, а его команда выиграла золотые медали. 7 февраля на этом же турнире Мендес забил первый мяч за национальную команду, поразив ворота колумбийцев. А 15 февраля он забил три гола во встрече со сборной Бразилии (3:1), а один из голов нападающий забил ударом с 35 метров. Всего он забил в первенстве 6 голов, разделив звание лучшего бомбардира турнира с Элено. В 1946 году он также поехал на южноамериканский чемпионат, где провёл все пять матчей, а его команда вновь выиграла турнир. Мендес забил 5 голов, уступив звание лучшего бомбардира лишь Хосе Медине. Два гола Норберто забил в последней игре с Бразилией, и эти мячи принесли его команде победу на турнире. В чемпионате 1947 года ситуация повторилась: Мендес провёл все матчи первенства, а Аргентина завоевала золотые медали. На этом турнире Норберто смог вытеснить лидера команды Хосе Мануэля Морено с позиции левого нападающего, из-за чего тому пришлось выходить на несвойственной ему позиции на правом фланге атаки. 6 марта 1956 года на панамериканском чемпионате в матче с Коста-Рикой (4:3) Медес провёл последний матч за национальную команду. Всего за сборную он сыграл 31 встречу в которых забил 19 голов.
После завершения карьеры, Мендес остался в футболе. В частности он стал одним из учредителей Профсоюза аргентинских футболистов, а в 1960 году недолго потренировал клуб «Темперлей». Последние годы жизни Мендес провёл в доме престарелых в районе Кабальито, где он и умер в 1998 году. Норберто был похоронен на кладбище Quilmes 305 в районе Нуэва Помпея. 7 июня 2018 года ему был установлен памятник углу улиц Руа Диогенес Таборда и Авенида Фигероа Алькорта в Буэнос-Айресе.

## Клубная статистика
| Сезон                          | Клуб                           | Лига                           | Чемпионат | Чемпионат | Прочие | Прочие | Всего | Всего |
| Сезон                          | Клуб                           | Лига                           | Игры      | Голы      | Игры   | Голы   | Игры  | Голы  |
| ------------------------------ | ------------------------------ | ------------------------------ | --------- | --------- | ------ | ------ | ----- | ----- |
| 1941                           | Уракан                         | Примера                        | 26        | 5         | 1      | 0      | 27    | 5     |
| 1942                           | Уракан                         | Примера                        | 29        | 7         | 3      | 0      | 32    | 7     |
| 1943                           | Уракан                         | Примера                        | 17        | 4         | 8      | 3      | 25    | 7     |
| 1944                           | Уракан                         | Примера                        | 30        | 10        | 7      | 7      | 37    | 17    |
| 1945                           | Уракан                         | Примера                        | 23        | 13        | 1      | 1      | 24    | 14    |
| 1946                           | Уракан                         | Примера                        | 25        | 8         | 1      | 1      | 26    | 9     |
| 1947                           | Уракан                         | Примера                        | 27        | 9         | —      | —      | 27    | 9     |
| Всего за «Уракан»              | Всего за «Уракан»              | Всего за «Уракан»              | 177       | 56        | 21     | 12     | 198   | 68    |
| 1948                           | Расинг (Авельянеда)            | Примера                        | 25        | 15        | 1      | 1      | 26    | 16    |
| 1949                           | Расинг (Авельянеда)            | Примера                        | 31        | 14        | 2      | 0      | 33    | 14    |
| 1950                           | Расинг (Авельянеда)            | Примера                        | 25        | 11        | 1      | 0      | 26    | 11    |
| 1951                           | Расинг (Авельянеда)            | Примера                        | 3         | 0         | —      | —      | 3     | 0     |
| 1952                           | Расинг (Авельянеда)            | Примера                        | 18        | 3         | —      | —      | 18    | 3     |
| 1953                           | Расинг (Авельянеда)            | Примера                        | 11        | 2         | —      | —      | 11    | 2     |
| 1954                           | Расинг (Авельянеда)            | Примера                        | 16        | 3         | —      | —      | 16    | 3     |
| Всего за «Расинг (Авельянеда)» | Всего за «Расинг (Авельянеда)» | Всего за «Расинг (Авельянеда)» | 130       | 48        | 4      | 1      | 133   | 49    |
| 1955                           | Тигре                          | Примера                        | 25        | 3         | —      | —      | 25    | 3     |
| 1956                           | Тигре                          | Примера                        | 22        | 4         | —      | —      | 22    | 4     |
| Всего за «Тигре»               | Всего за «Тигре»               | Всего за «Тигре»               | 47        | 7         | —      | —      | 47    | 7     |
| 1957                           | Уракан                         | Примера                        | 20        | 7         | —      | —      | 20    | 7     |
| 1958                           | Уракан                         | Примера                        | 18        | 4         | 10     | 4      | 28    | 8     |
| Всего за «Уракан»              | Всего за «Уракан»              | Всего за «Уракан»              | 38        | 11        | 10     | 4      | 48    | 15    |
| Всего за карьеру               | Всего за карьеру               | Всего за карьеру               | 392       | 122       | 35     | 17     | 426   | 139   |

1. ↑  Включает следующие турниры: Кубок Аргентинской Республики, Кубок состязания Британии, Кубок Карлоса Ибаргурена, Кубок Адриана Эскобара

## Достижения

### Командные
- Чемпион Южной Америки: 1945, 1946, 1947
- Чемпионат Аргентины: 1949, 1950, 1951
- Обладатель Кубка Липтона: 1945
- Обладатель Кубка Ньютона: 1945

### Личные
- Лучший бомбардир чемпионата Южной Америки: 1945 (6 голов)

## Нефутбольная жизнь
Норберто Мендес был большим поклонником танго. В частности, он регулярно посещал танцевальные клубы «Marabú» и «Chantecler», а однажды участвовал в гастролях аргентинской театрально-танцевальной труппы. Также Медес снимался в кино, в частности играл в фильмах Pelota de trapo, Con los mismos colores, El Hijo del crack.
Мендес был женат на Ольге Сунино, детей не имел.